# Requiem pour un fou
Pour les articles homonymes, voir Requiem (homonymie) et Fou.
Singles de Johnny Hallyday
La Terre promise
(1975) Derrière l'amour
(1976)
Clip vidéo
[vidéo] « Johnny Hallyday - Requiem Pour Un Fou », sur YouTube
[vidéo] « Lara Fabian & Johnny Hallyday - Requiem Pour un Fou (version duo) », sur YouTube
Requiem pour un fou est une chanson d'amour de Johnny Hallyday, écrite par Gilles Thibaut et composée par Gérard Layani,. Ce single extrait de son album Derrière l'amour de 1976, est un des tubes emblématiques de sa carrière.

## Histoire
Gilles Thibaut écrit les paroles de ce requiem blues rock sur le thème du crime d'un « fou d'amour suicidaire forcené » qui quitté par la femme qu'il aime et, fou de rage et de douleur, la tue pour ne pas la perdre ; condamné à mort pour ce féminicide, il se laisse mourir à son tour , « pour qu'un grand amour vive toujours il faut qu'il meurt d'amour ».
À propos de ce titre socialement très provocateur et controversé, qui incarne l’âme de rockeur de Johnny Hallyday, Jean-François Brieu considère que par son thème il s'agit d'une « chanson anti-Hallyday par excellence » qui avait tout pour dérouter le public du chanteur, mais qui, par la grandiloquence de son interprétation, l'emporte sur les réticences et enflamme finalement le public.
« Je vous préviens n'approchez pas
 Que vous soyez flics ou badauds

Je tue celui qui fait un pas
 Je ne ferai pas de cadeau
 [...]

Éteignez tous vos projecteurs
Et baissez ces fusils braqués

Non je ne vais pas m'envoler sans elle
[...]

Je n'étais qu'un fou, mais par amour

Elle a fait de moi un fou, un fou d'amour
[...]

Je l'aimais tant que pour la garder, Je l'ai tuée
[...]

Le jour se lève, la nuit pâlit
[...]

Je vais ouvrir grand les volets

Crevez moi le cœur je suis prêt

Je veux m'endormir pour toujours près d'elle
[...]

je ne suis qu'un fou
Un fou d'amour, un pauvre fou
Qui meurt d'amour »
(texte Gilles Thibaut, extraits)
Ce titre est une variante de la chanson Requiem pour un con de Serge Gainsbourg, musique générique du film Le Pacha (1968) de Georges Lautner, avec Jean Gabin.
Jean-François Brieu fait un parallèle entre la chanson et le film Le jour se lève (1939) de Marcel Carné, mettant en scène un Jean Gabin meurtrier et forcené, barricadé dans son appartement haranguant la foule et la police de sa fenêtre, tandis que les forces de l'ordre attendent l'aube pour donner l'assaut final.
Premier extrait de l'album Derrière l'amour, Requiem pour un fou sort en février 1976 et devient rapidement un des grands succès du chanteur, qui la reprendra régulièrement sur scène.
Ce requiem blues rock est interprété par le groupe de l'artiste le 9 décembre 2017 à l'église de la Madeleine lors de l'hommage populaire rendu à Paris après la mort de Johnny Hallyday.

## Réception
Le titre se classe n°1 des ventes en France durant 3 semaines au printemps 1976 et s’écoule à plus de 500 000 exemplaires. Il refait son apparition dans les classements, à la suite du décès du chanteur en décembre 2017.

### Classements hebdomadaires
| Classement (1976) | Meilleure position |
| ----------------- | ------------------ |
| France            | 1                  |

| Classement (2017)            | Meilleure place |
| ---------------------------- | --------------- |
| France (SNEP)                | 5               |
| Suisse (Schweizer Hitparade) | 54              |

## Autres versions
- En 1976, Johnny Hallyday enregistre Requiem pour un fou en italien Requiem (album In italiano).
- En espagnol, en 1981, Requiem por un loco (album Black es noir).
- En 1996, il réenregistre le titre en duo avec Michael Bolton, dans deux versions différentes, l'une en français-anglais (Fool for Love-Requiem pour un fou), l'autre (Fool for Love), entièrement en anglais (CDS 2 titres).
- En 1998, en duo et en live avec Lara Fabian, à deux reprises (albums Enfoirés en cœur et Stade de France 98 Johnny allume le feu) avec une variante de paroles de duo ou Lara Fabian chante « A quoi me servirait ma vie sans lui »[12].

## Discographie
- 1976 : 45 tours Philips 6042122 : Requiem pour un fou, Les chiens de paille, album Derrière l'amour

- 2016 : À l'occasion du quarantième anniversaire de la sortie de l'album Derrière l'amour, Mercury Universal réédite le disque et propose en titre bonus une version inédite alternative de Requiem pour un fou (le texte présente de légères variantes).

Discographie live :
- 1976 : Johnny Hallyday Story - Palais des sports
- 1979 : Pavillon de Paris : Porte de Pantin (l'édition originale de l'album n'inclut pas la chanson ; il faut pour cela attendre 2003 et la sortie en CD de l'intégralité du récital).
- 1993 : Parc des Princes.
- 1996 : Lorada Tour et Live at the Aladdin Theatre.
- 1998 : Stade de France 98 Johnny allume le feu.
- 2009 : Tour 66.
- 2013 : On Stage.
- 2016 : Rester Vivant Tour.

## Reprise et adaptation
Ce tube est repris en particulier par :
- 2004 : Grégory Lemarchal, avec des paroles adaptées de duo à la Star Academy
- 2017 : Florent Pagny, sur son album On a tous quelque chose de Johnny[13].
- 2023 : David Hallyday, en single.